# Studentinnen – Eindrücke von einer Hochschule
Studentinnen – Eindrücke von einer Hochschule ist ein Dokumentarfilm des DEFA-Studios für Wochenschau und Dokumentarfilme von Winfried Junge aus dem Jahr 1965.

## Handlung
Die Jazzband der Technischen Hochschule Ilmenau spielt auf dem Marktplatz der Stadt, um etwa 500 zukünftige Diplomingenieure zu einer besonderen Vorlesung einzuladen, sie haben die Halbzeit ihres Studiums, welches elf Semester dauert, erreicht. Einer ihrer Professoren fasst die Situation während der Feierlichkeit mit der kurzen Feststellung zusammen: „Sie sind übern Berch“. 
In den Technischen Wissenschaften sind die Männer fast nur unter sich, in Ilmenau sind nur fünf Prozent der Studenten Frauen. Was da in 11 Semestern Studium auf sie einstürzt ist gewaltig, wie einige kurze Filmausschnitte verschiedener Professoren während ihrer Vorlesungen darstellen sollen. Aber auch den Männern gibt es hier niemand im Schlaf und warum soll die Technik ein Gebiet sein, in dem die Mädchen geringere Chancen haben als die Jungens. Beide kommen mit den gleichen Voraussetzungen von der Oberschule und doch ist es eine Umstellung, sich an der Hochschule den Stoff weitgehend selbstständig erarbeiten zu müssen. Ein Mädchen behauptet sogar, dass die Oberschule nicht zum selbstständigen und logischen Denken erzogen hat. Doch es ist zu schaffen, denn neben den Assistenten arbeiten bereits die ersten Assistentinnen und Aspirantinnen an der Hochschule. Doch diese stellen auch fest, dass die männlichen Studenten vieles leichter begreifen, als die weiblichen und wenn sie das auch manchmal nur durch eine gewisse Frechheit so ausschauen lassen. Es ist aber unstrittig, dass die Mädchen im Kindesalter mit Puppen und ähnlichen Spielzeugen aufwachsen, während die Jungens sich hier bereits mit technischen Spielzeugen beschäftigen. Es hat sich an der Hochschule sogar die Meinung herausgebildet, dass Mädchen gestrickte Schaltungen bevorzugen.
Die Studentinnen unterhalten sich auch über das übliche Rollenverhalten zwischen den Geschlechtern und wie das ein späteres Zusammenleben beeinflussen kann. Die Mädchen der heutigen Zeit wollen auf besondere Weise verstanden sein, was den jungen Männern nicht in jedem Fall leicht fällt. Doch auch bereits bei den gemeinsam Studierenden erwachsen Partnerschaften, die sich auch bis zur Ehe entwickeln können. Ein Beispiel gibt ein Ehepaar mit einem Kind, welches in Ilmenau geboren wurde. Die Mutter studiert im siebenten und der Vater im neunten Semester, kein ungewöhnlicher Fall, aber doch eine Ausnahme. Sie haben ihre Zeit so eingeteilt, dass sich immer einer um das Kind kümmern kann, wenn das Kind nicht gerade in der Krippe ist und der Vater findet nichts Ungewöhnliches daran, die Aufgaben mit der Mutter zu teilen.
Eine junge Frau aus dem dritten Semester hat den Prorektor um ihre Exmatrikulation gebeten. Erst nach ihrer Äußerung, dass sie gehen möchte, hat sie von der Studentenbetreuung der Hochschule etwas gemerkt. Sie hat den Eindruck, dass sie die bereits erreichten Rückstände im Studium nicht mehr aufholen wird. Außerdem gehört sie nicht zu den Menschen, bei denen Rückstände als Ansporn wirken. Auf den Vorschlag, sie eventuell ein Jahr zurückzustufen, antwortet sie sehr bedenklich. Sie gibt auf, weil ihr Wissen aus der Oberschule, in ihren bereits absolvierten Berufsjahren als gelernte Teilkonstrukteurin, verlorengegangen ist. Jetzt wird ihr angeraten, im Abendschulstudium Fachschulingenieur zu werden.

## Produktion und Veröffentlichung
Studentinnen – Eindrücke von einer Hochschule wurde unter dem Arbeitstitel Studentinnen als Schwarzweißfilm gedreht. Er hatte am 25. Juni 1965 vor mehr als 1000 „Sachverständigen“ seine Premiere in der Technischen Hochschule Ilmenau.

## Kritik
Über die Teilnahme des Films an der XIV. Internationalen Filmwoche Mannheim schrieb Manfred Jelenski in der Berliner Zeitung

„Die Volkshochschul – Jury empfahl ‚Studentinnen‘ für die Erwachsenenbildung, den Streifen freilich anmaßend für ‚Deutschland‘ usurpierend. Die ‚Rhein-Neckar-Zeitung‘ besprach ihn unter der Überschrift ‚Ein DEFA-Film war führend‘ sehr positiv und bezeichnete ihn als interessantesten Film der VIII. Wettbewerbsreihe.“

## Auszeichnungen
- 1965: Staatliches Prädikat: „Wertvoll“[3]